# Utlida, Västerhaninge distrikt
För orten med detta namn på Muskö, se Utlida, Muskö.
Utlida är en  småort i Västerhaninge socken i Haninge kommun, Stockholms län. Småorten består av ett nybyggt villaområde lite norr om den by som är benämnd Utlida. 
Utlida by omtalas i skriftliga handlingar första gången 1554 ('Lidha') och omfattade ett mantal, från 1572 delat i två mantal. Först under 1600-talet börjar byn kallas Liida eller Utlida.